# Kerem Shalom

De grensovergang Kerem Shalom, ook gespeld als Karem Shalom (Hebreeuws: מעבר כרם שלום, "Vineyard of Peace"; Arabisch: معبر كرم أبو سالم, Karem Abu Salem) is de enige overgang voor goederenverkeer tussen Israël en de Gazastrook. De grensovergang ligt in het uiterste zuiden van Gaza, nabij het drielandenpunt van Israël, Gaza en Egypte.
De grensovergang is overdag geopend van zondag tot en met donderdag, en af en toe ook op vrijdag (2020). De maximale verwerkingscapaciteit is 1.000 vrachtwagens per dag.

## Procedure
De Israëlische kant van de grensovergang is ingedeeld in elf compartimenten ("cellen") met verschillende functies. Elk compartiment kan tussen de 17 en 25 vrachtwagens bevatten, waarbij parallel gewerkt kan worden. Contact tussen Israëlische en Palestijnse vrachtwagens wordt vermeden. Israëlische vrachtwagens lossen hun goederen in een van de compartimenten, waarna ‘steriele’ vrachtwagens de goederen naar de Palestijnse kant overbrengen. De 'steriele' vrachtwagens blijven in de grensovergang en worden alleen voor dit doel gebruikt.
De lading gaat inclusief de vrachtwagen door de portaalscanner en ondergaat andere controles. Zodra de 'steriele' vrachtwagens de goederen aan de Palestijnse kant hebben gelost en deze zone hebben verlaten, komen Gazaanse vrachtwagens hun zone binnen om de goederen op te halen en vertrekken ze naar hun bestemming in Gaza. Het proces van het doorgeven van goederen van een Israëlische vrachtwagen naar een Gazaanse vrachtwagen duurt ongeveer 45 minuten. Ongeveer 15 procent van de vrachtwagenladingen die Gaza binnenkomen wordt gescand, terwijl alle goederen die de Gazastrook verlaten worden gescand.

## Nederlandse goederenscanners

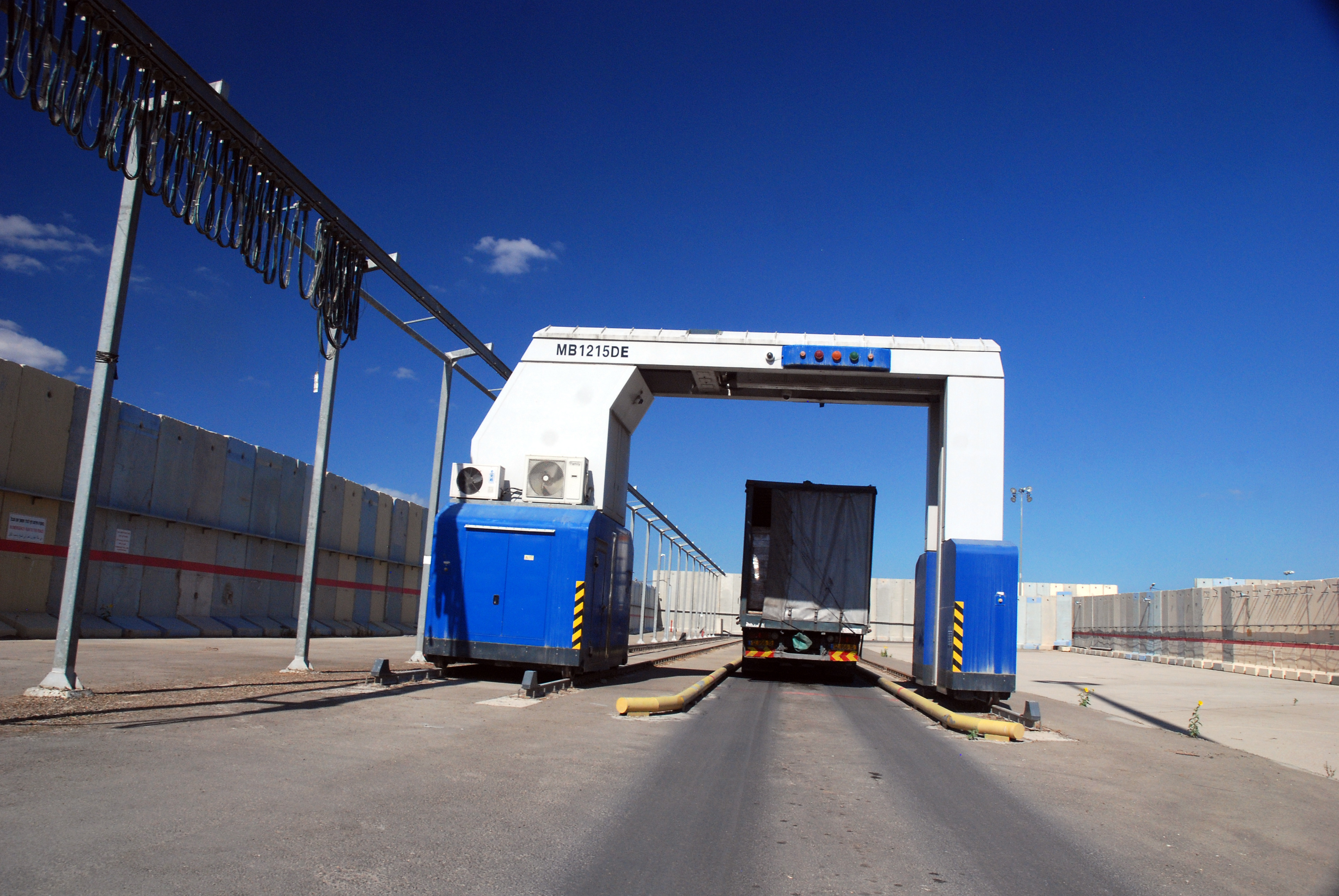
De eerste containerscanner

Op initiatief van Nederland sloten Nederland en Israël in februari 2012 een overeenkomst voor de plaatsing van moderne portaalscanners bij de grensposten Kerem Shalom (Gazastrook-Israël) en Allenby Bridge (Westelijke Jordaanoever-Jordanië) om de economische ontwikkeling van de Palestijnse gebieden te bevorderen. De scanners van ongeveer 2,5 miljoen euro per stuk werden door Nederland geschonken aan de Palestijnse Autoriteit, terwijl Israël de bediening en benodigde infrastructuur zou verzorgen. De Palestijnen hadden al lang gepleit voor een scanner waarmee volledige vrachtwagens kunnen worden doorgelicht.
De scanners, die de inhoud van containers kunnen controleren zonder ze leeg te halen, zouden de handelsstroom tussen Gaza, de Westelijke Jordaanoever, Jordanië en de rest van de wereld moeten verbeteren door een efficiëntere goederenafhandeling. Voorheen werden al de goederen uit de vrachtwagen geladen en via een kleine scanner gecontroleerd. De export van bederfelijke waar zoals groente, vis en fruit vanuit Gaza was daardoor niet goed mogelijk, omdat ze tijdens het doorzoeken van de vracht lang in de zon moesten staan.
De scanner heeft een capaciteit van 130-140 vrachtwagens per acht uur. De export via de grensovergang steeg van 14 vrachtwagens per maand in de periode 2007-september 2013 naar 87-108 per maand in de periode november 2014 tot augustus 2015.

### Ingebruikname en uitbreiding

#### Diplomatieke rel
Premier Mark Rutte zou oorspronkelijk op 8 december 2013 de officiële inhuldiging van de scanner bijwonen, maar zag daar op het laatste moment vanaf. Israël weigerde namelijk, naar eigen zeggen om veiligheidsredenen, de scanner te gebruiken voor de export van goederen van Gaza naar de Westelijke Jordaanoever. Dit ging tegen de schriftelijke afspraken tussen Nederland en Israël in. De Israëlische regering zei de Westoever te willen isoleren van Gaza en export naar de Westoever zou in tegenspraak met dit beleid zijn. Volgens de Nederlandse regering was de scanner juist bedoeld om veiligheidszorgen weg te nemen en had ze Israël expliciet verzocht de scanner te gebruiken voor de export van Gaza naar de Westelijke Jordaanoever. In Nederland leidde de onenigheid tot kritiek in de Tweede Kamer. Volgens een aantal linkse partijen was de Israëlische weigering om het apparaat voor de export in gebruik te nemen een bewijs dat Israël niet wil dat van Gaza een levensvatbare economie wordt gemaakt. Rechtse partijen hadden begrip voor Israëls zorgen over 'wapensmokkel en de eigen veiligheid'.

#### Uitbreiding
Pas vanaf november 2014, na de Gaza-oorlog van 2014, gaf Israël toestemming voor de export van een beperkte hoeveelheid agrarische producten naar de Westoever, om een humanitaire crisis te voorkomen. Later werd het aantal artikelen wat uitgebreid en mochten deze ook naar Israël worden geëxporteerd.
In juli 2015, werd de scanner alsnog ingewijd door minister Bert Koenders. Hij maakte toen ook bekend dat Nederland een tweede goederenscanner voor Kerem Shalom ter waarde van 3,2 miljoen euro zou doneren om de scancapaciteit bij de grensovergang te verhogen. Deze werd op 23 juni 2016 geïnstalleerd en kon vervolgens worden uitgetest. In april 2018 maakte minister Stef Blok bekend dat de tweede scanner niet in gebruik was genomen, omdat Israël geen containers als transportmiddel toestaat.
Na de Hamas-aanval in Israël van 7 oktober 2023, speelden de scanners een rol bij het besluit tot heropening van de grenspost voor doorvoer van humanitaire hulpgoederen. Goederen gingen door de scanner, alvorens door te gaan naar de grensovergang met Egypte. Later werd bekend gemaakt dat Nederland nog meer scanners naar Gaza wilde sturen. Het zou gaan om een grote scanner voor hele containers en een aantal kleinere om goederen op vrachtwagens te controleren. Ditmaal zouden ze moeten gaan naar de grens met Egypte, maar eventueel ook naar de grens met Israël.

## Beperkingen in 2018
In juli 2018 kondigde Israël beperkingen aan voor goederenverkeer naar Gaza. Israël wilde alleen nog humanitaire goederen toelaten, zoals brandstof, voedsel, medische apparatuur, medicijnen, vee en diervoeder. Andere goederen, waaronder constructiemateriaal, kleding, dekens, matrassen, waterpompen, reserve-onderdelen en generators werden verboden. De Palestijnse Autoriteit kreeg van Israël een uitputtende lijst met goederen die nog tot Gaza werden toegelaten. Gisha constateerde dat meer dan de helft van de goederen op de lijst noodzakelijke artikelen voor het dagelijks leven waren. Zij kritiseerde de maatregel als een  collectieve straf.